# Sch (Rapper)/Diskografie
Diese Diskografie ist eine Übersicht über die musikalischen Werke des französischen Rappers Sch. Den Schallplattenauszeichnungen zufolge hat er bisher mehr als 15,4 Millionen Tonträger verkauft. Seine erfolgreichste Veröffentlichung ist die Single Bande organisée mit über 350.000 verkauften Einheiten.

## Alben

### Studioalben
| Jahr | Titel Musiklabel                                    | Höchstplatzierung, Gesamtwochen, AuszeichnungChartplatzierungen (Jahr, Titel, Musiklabel, Platzierungen, Wochen, Auszeichnungen, Anmerkungen) | Höchstplatzierung, Gesamtwochen, AuszeichnungChartplatzierungen (Jahr, Titel, Musiklabel, Platzierungen, Wochen, Auszeichnungen, Anmerkungen) | Höchstplatzierung, Gesamtwochen, AuszeichnungChartplatzierungen (Jahr, Titel, Musiklabel, Platzierungen, Wochen, Auszeichnungen, Anmerkungen) | Anmerkungen                                                 |
| Jahr | Titel Musiklabel                                    | FR | BEW | CH | Anmerkungen                                                 |
| ---- | --------------------------------------------------- | --- | --- | --- | ----------------------------------------------------------- |
| 2016 | Anarchie Braabus Music / Millenium Capitol (UMG)    | FR2 ×3Dreifachplatin · (79 Wo.)FR | BEW2 (26 Wo.)BEW | CH8 (4 Wo.)CH | Erstveröffentlichung: 27. Mai 2016 Verkäufe: + 300.000      |
| 2017 | Deo favente Braabus Music / Millenium Capitol (UMG) | FR1 ×2Doppelplatin · (79 Wo.)FR | BEW2 (26 Wo.)BEW | CH8 (2 Wo.)CH | Erstveröffentlichung: 5. Mai 2017 Verkäufe: + 200.000       |
| 2018 | Jvlivs Maison Baron Rouge (WMG)                     | FR2 ×3Dreifachplatin · (153 Wo.)FR | BEW7 (140 Wo.)BEW | CH11 (2 Wo.)CH | Erstveröffentlichung: 19. Oktober 2018 Verkäufe: + 300.000  |
| 2019 | Rooftop Rec.118 (WMG)                               | FR3 ×2Doppelplatin · (153 Wo.)FR | BEW14 (96 Wo.)BEW | CH9 (7 Wo.)CH | Erstveröffentlichung: 29. November 2019 Verkäufe: + 200.000 |
| 2021 | Jvlivs II Rec.118 (WMG)                             | FR1 ×3Dreifachplatin · (156 Wo.)FR | BEW1 (142 Wo.)BEW | CH2 (13 Wo.)CH | Erstveröffentlichung: 19. März 2021 Verkäufe: + 300.000     |
| 2024 | Jvlivs Prequel: Giulio Maison Baron Rouge (WMG)     | FR1 Platin · (… Wo.)FR | BEW1 (32 Wo.)BEW | CH2 (… Wo.)CH | Erstveröffentlichung: 31. Mai 2024 Verkäufe: + 100.000      |
| 2024 | Jvlivs III: Ad Finem Maison Baron Rouge (WMG)       | FR1 Platin · (… Wo.)FR | BEW1 (27 Wo.)BEW | CH1 (7 Wo.)CH | Erstveröffentlichung: 6. Dezember 2024 Verkäufe: + 100.000  |

### Mixtapes
| Jahr | Titel Musiklabel                           | Höchstplatzierung, Gesamtwochen, AuszeichnungChartplatzierungen (Jahr, Titel, Musiklabel, Platzierungen, Wochen, Auszeichnungen, Anmerkungen) | Höchstplatzierung, Gesamtwochen, AuszeichnungChartplatzierungen (Jahr, Titel, Musiklabel, Platzierungen, Wochen, Auszeichnungen, Anmerkungen) | Höchstplatzierung, Gesamtwochen, AuszeichnungChartplatzierungen (Jahr, Titel, Musiklabel, Platzierungen, Wochen, Auszeichnungen, Anmerkungen) | Anmerkungen                                                 |
| Jahr | Titel Musiklabel                           | FR | BEW | CH | Anmerkungen                                                 |
| ---- | ------------------------------------------ | --- | --- | --- | ----------------------------------------------------------- |
| 2015 | A7 Braabus Music / Millenium Capitol (UMG) | FR7 ×2Doppelplatin · (83 Wo.)FR | BEW12 (175 Wo.)BEW | CH18 (2 Wo.)CH | Erstveröffentlichung: 13. November 2015 Verkäufe: + 200.000 |
| 2022 | Autobahn Rec.118 (WMG)                     | FR1 Platin · (127 Wo.)FR | BEW2 (60 Wo.)BEW | CH8 (9 Wo.)CH | Erstveröffentlichung: 18. November 2022 Verkäufe: + 100.000 |

## Singles

### Als Leadmusiker
| Jahr | Titel Album                                      | Höchstplatzierung, Gesamtwochen, AuszeichnungChartplatzierungen (Jahr, Titel, Album, Platzierungen, Wochen, Auszeichnungen, Anmerkungen) | Höchstplatzierung, Gesamtwochen, AuszeichnungChartplatzierungen (Jahr, Titel, Album, Platzierungen, Wochen, Auszeichnungen, Anmerkungen) | Höchstplatzierung, Gesamtwochen, AuszeichnungChartplatzierungen (Jahr, Titel, Album, Platzierungen, Wochen, Auszeichnungen, Anmerkungen) | Anmerkungen |
| Jahr | Titel Album                                      | FR | BEW | CH | Anmerkungen |
| --- | ------------------------------------------------ | --- | --- | --- | --- |
| 2015 | Gomorra A7                                       | FR118 (3 Wo.)FR | — | — | Erstveröffentlichung: 23. Oktober 2015                                                                                     |
| 2015 | Liquide A7                                       | FR59 (3 Wo.)FR | — | — | Erstveröffentlichung: 30. Oktober 2015 feat. Lacrim                                                                        |
| 2015 | A7                                               | FR77 (9 Wo.)FR | — | — | Erstveröffentlichung: 11. November 2015                                                                                    |
| 2015 | Champs-Élysées A7                                | FR61 (31 Wo.)FR | — | — | Erstveröffentlichung: 10. Dezember 2015                                                                                    |
| 2016 | Solides A7                                       | FR191 (1 Wo.)FR | — | — | Erstveröffentlichung: 14. Januar 2016                                                                                      |
| 2016 | Fusil A7                                         | FR44 (27 Wo.)FR | — | — | Erstveröffentlichung: 18. Februar 2016                                                                                     |
| 2016 | Tony Pattaya O.S.T.                              | FR13 (5 Wo.)FR | — | — | Erstveröffentlichung: 29. Januar 2016 mit Kore & Lacrim                                                                    |
| 2016 | Anarchie                                         | FR24 Platin · (8 Wo.)FR | — | — | Erstveröffentlichung: 22. April 2016 Verkäufe: + 200.000                                                                   |
| 2016 | Je la connais Anarchie                           | FR39 Diamant · (65 Wo.)FR | — | — | Erstveröffentlichung: 25. April 2016 Verkäufe: + 333.333                                                                   |
| 2016 | Dix-neuf Anarchie                                | FR53 Gold · (3 Wo.)FR | — | — | Erstveröffentlichung: 23. Juni 2016 Verkäufe: + 100.000                                                                    |
| 2016 | Cartine Cartier Anarchie                         | FR88 Gold · (1 Wo.)FR | — | — | Erstveröffentlichung: 5. August 2016 Verkäufe: + 66.667; feat. Sfera Ebbasta                                               |
| 2016 | Allô maman Anarchie                              | FR29 Diamant · (20 Wo.)FR | — | — | Erstveröffentlichung: 14. September 2016 Verkäufe: + 333.333                                                               |
| 2016 | 6.45I Deo favente                                | FR14 Diamant · (21 Wo.)FR | — | — | Erstveröffentlichung: 9. Dezember 2016 Verkäufe: + 333.333                                                                 |
| 2017 | Comme si Deo favente                             | FR5 Platin · (15 Wo.)FR | — | — | Erstveröffentlichung: 3. April 2017 Verkäufe: + 133.333                                                                    |
| 2017 | J’attends Deo favente                            | FR29 Gold · (9 Wo.)FR | — | — | Erstveröffentlichung: 14. April 2017 Verkäufe: + 66.667                                                                    |
| 2017 | Poupée russe Deo favente                         | FR17 Gold · (11 Wo.)FR | — | — | Erstveröffentlichung: 28. April 2017 Verkäufe: + 66.667                                                                    |
| 2017 | Mac 11 Deo favente                               | FR23 Platin · (21 Wo.)FR | — | — | Erstveröffentlichung: 23. Juni 2017 Verkäufe: + 200.000                                                                    |
| 2017 | Nino Brown Deo favente                           | FR20 Gold · (5 Wo.)FR | — | — | Erstveröffentlichung: 11. August 2017 Verkäufe: + 100.000                                                                  |
| 2018 | Mort de rire Jvlivs                              | FR23 Gold · (7 Wo.)FR | — | — | Erstveröffentlichung: 20. Juli 2018 Verkäufe: + 100.000                                                                    |
| 2018 | Otto Jvlivs                                      | FR3 Diamant · (15 Wo.)FR | BEW41 (1 Wo.)BEW | CH79 (1 Wo.)CH | Erstveröffentlichung: 31. August 2018 Verkäufe: + 333.333                                                                  |
| 2018 | Pharmacie Jvlivs                                 | FR19 Gold · (5 Wo.)FR | — | — | Erstveröffentlichung: 12. Oktober 2018 Verkäufe: + 100.000                                                                 |
| 2019 | Haut standing Rooftop                            | FR19 Gold · (10 Wo.)FR | — | — | Erstveröffentlichung: 5. Juli 2019 Verkäufe: + 100.000                                                                     |
| 2019 | R.A.C. Rooftop                                   | FR5 Platin · (15 Wo.)FR | — | — | Erstveröffentlichung: 7. November 2019 Verkäufe: + 200.000                                                                 |
| 2019 | Ça ira Rooftop                                   | FR7 Platin · (11 Wo.)FR | — | CH98 (1 Wo.)CH | Erstveröffentlichung: 22. November 2019 Verkäufe: + 200.000                                                                |
| 2019 | Mayday Rooftop                                   | FR3 Diamant · (23 Wo.)FR | BEW31 (2 Wo.)BEW | CH54 (1 Wo.)CH | Erstveröffentlichung: 29. November 2019 Verkäufe: + 333.333; feat. Ninho                                                   |
| 2021 | La vie du binks Rec. 118 – 20/21                 | FR5 Platin · (21 Wo.)FR | — | — | Erstveröffentlichung: 1. Januar 2021 Verkäufe: + 200.000; mit Ninho & Da Uzi feat. Hornet La Frappe, Leto, Sadek & Soprano |
| 2021 | Marché noir Jvlivs II                            | FR1 Diamant · (22 Wo.)FR | BEW19 (4 Wo.)BEW | CH58 (1 Wo.)CH | Erstveröffentlichung: 5. Februar 2021 Verkäufe: + 333.333                                                                  |
| 2021 | Loup noir Jvlivs II                              | FR4 Platin · (11 Wo.)FR | — | — | Erstveröffentlichung: 15. März 2021 Verkäufe: + 200.000                                                                    |
| 2021 | Assoces Jvlivs II                                | FR13 Gold · (6 Wo.)FR | — | — | Erstveröffentlichung: 22. März 2021 Verkäufe: + 100.000                                                                    |
| 2021 | Mannschaft Jvlivs II                             | FR1 Diamant · (18 Wo.)FR | BEW4 (3 Wo.)BEW | CH19 (3 Wo.)CH | Erstveröffentlichung: 26. März 2021 Verkäufe: + 333.333; feat. Freeze Corleone                                             |
| 2021 | Crack Jvlivs II                                  | FR3 Platin · (12 Wo.)FR | — | CH30 (1 Wo.)CH | Erstveröffentlichung: 25. Juni 2021 Verkäufe: + 200.000                                                                    |
| 2021 | Corrida Jvlivs II                                | FR11 Platin · (8 Wo.)FR | — | — | Erstveröffentlichung: 19. August 2021 Verkäufe: + 200.000                                                                  |
| 2022 | Lif Autobahn                                     | FR1 Platin · (15 Wo.)FR | BEW35 (3 Wo.)BEW | CH43 (3 Wo.)CH | Erstveröffentlichung: 28. Oktober 2022 Verkäufe: + 200.000                                                                 |
| 2023 | Extendo –                                        | FR27 (2 Wo.)FR | — | — | Erstveröffentlichung: 22. Juni 2023 mit Vladimir Cauchemar & Unknown T                                                     |
| 2024 | Cannelloni Jvlivs Prequel: Giulio                | FR11 Gold · (7 Wo.)FR | — | — | Erstveröffentlichung: 16. Mai 2024 Verkäufe: + 100.000                                                                     |
| 2024 | Stigmates Jvlivs III: Ad Finem                   | FR15 Gold · (9 Wo.)FR | — | — | Erstveröffentlichung: 30. Oktober 2024 Verkäufe: + 100.000                                                                 |
| 2024 | La pluie Jvlivs III: Ad Finem                    | FR12 Gold · (9 Wo.)FR | BEW37 (1 Wo.)BEW | — | Erstveröffentlichung: 28. November 2024 Verkäufe: + 100.000                                                                |
| 2025 | Saint Laurent –                                  | FR33 (… Wo.)FR | — | — | Erstveröffentlichung: 4. Juli 2025 mit Oboy                                                                                |
| Folgende Lieder erschienen nicht als Single, wurden aber durch das Album zum Download und Streaming bereitgestellt und konnten somit eine Platzierung erlangen: |                                                  | | | | |
| |                                                  | | | | |
| 2015 | Millions R.I.P.R.O. Volume 1                     | FR172 (1 Wo.)FR | — | — | Charteinstieg: 13. Juni 2015                                                                                               |
| 2015 | Pas de manières A7                               | FR119 (2 Wo.)FR | — | — | Charteinstieg: 21. November 2015 feat. Sadek & Lapso                                                                       |
| 2015 | J’reviens de loin A7                             | FR128 (1 Wo.)FR | — | — | Charteinstieg: 21. November 2015                                                                                           |
| 2015 | Drogue prohibée A7                               | FR179 (1 Wo.)FR | — | — | Charteinstieg: 21. November 2015                                                                                           |
| 2015 | Rêves de gosse A7                                | FR180 (1 Wo.)FR | — | — | Charteinstieg: 21. November 2015                                                                                           |
| 2016 | Himalaya Anarchie                                | FR84 Gold · (1 Wo.)FR | — | — | Charteinstieg: 4. Juni 2016 Verkäufe: + 100.000                                                                            |
| 2016 | Alléluia Anarchie                                | FR90 (1 Wo.)FR | — | — | Charteinstieg: 4. Juni 2016                                                                                                |
| 2016 | Murcielago Anarchie                              | FR106 (1 Wo.)FR | — | — | Charteinstieg: 4. Juni 2016                                                                                                |
| 2016 | Neuer Anarchie                                   | FR113 (1 Wo.)FR | — | — | Charteinstieg: 4. Juni 2016                                                                                                |
| 2016 | Trop énorme Anarchie                             | FR117 (1 Wo.)FR | — | — | Charteinstieg: 4. Juni 2016                                                                                                |
| 2016 | Essuie tes larmes Anarchie                       | FR136 (1 Wo.)FR | — | — | Charteinstieg: 4. Juni 2016                                                                                                |
| 2016 | Le doc Anarchie                                  | FR179 (1 Wo.)FR | — | — | Charteinstieg: 4. Juni 2016                                                                                                |
| 2017 | Allez leur dire Deo favente                      | FR34 (2 Wo.)FR | — | — | Charteinstieg: 12. Mai 2017                                                                                                |
| 2017 | Les années de plomb Deo favente                  | FR41 (2 Wo.)FR | — | — | Charteinstieg: 12. Mai 2017                                                                                                |
| 2017 | Ça va Deo favente                                | FR42 (2 Wo.)FR | — | — | Charteinstieg: 12. Mai 2017 feat. Lacrim                                                                                   |
| 2017 | Day Date Deo favente                             | FR47 (2 Wo.)FR | — | — | Charteinstieg: 12. Mai 2017                                                                                                |
| 2017 | Pas la paix Deo favente                          | FR49 (2 Wo.)FR | — | — | Charteinstieg: 12. Mai 2017                                                                                                |
| 2017 | Météore Deo favente                              | FR70 (2 Wo.)FR | — | — | Charteinstieg: 12. Mai 2017                                                                                                |
| 2017 | Temps mort Deo favente                           | FR76 (2 Wo.)FR | — | — | Charteinstieg: 12. Mai 2017                                                                                                |
| 2017 | La nuit Deo favente                              | FR80 Gold · (2 Wo.)FR | — | — | Charteinstieg: 12. Mai 2017 Verkäufe: + 100.000                                                                            |
| 2017 | Ma kush Deo favente                              | FR85 (2 Wo.)FR | — | — | Charteinstieg: 12. Mai 2017                                                                                                |
| 2017 | Slow mo Deo favente                              | FR89 (2 Wo.)FR | — | — | Charteinstieg: 12. Mai 2017                                                                                                |
| 2018 | Prêt à partir Jvlivs                             | FR2 Diamant · (13 Wo.)FR | — | CH92 (1 Wo.)CH | Charteinstieg: 26. Oktober 2018 Verkäufe: + 333.333; feat. Ninho                                                           |
| 2018 | Vntm Jvlivs                                      | FR8 Gold · (4 Wo.)FR | — | — | Charteinstieg: 26. Oktober 2018 Verkäufe: + 100.000                                                                        |
| 2018 | Le code Jvlivs                                   | FR10 Diamant · (19 Wo.)FR | — | — | Charteinstieg: 26. Oktober 2018 Verkäufe: + 333.333                                                                        |
| 2018 | Tokarev Jvlivs                                   | FR18 Gold · (4 Wo.)FR | — | — | Charteinstieg: 26. Oktober 2018 Verkäufe: + 100.000                                                                        |
| 2018 | Facile Jvlivs                                    | FR23 (3 Wo.)FR | — | — | Charteinstieg: 26. Oktober 2018                                                                                            |
| 2018 | Skydweller Jvlivs                                | FR24 Platin · (3 Wo.)FR | — | — | Charteinstieg: 26. Oktober 2018 Verkäufe: + 200.000                                                                        |
| 2018 | Ivresse & Hennessy Jvlivs                        | FR29 (2 Wo.)FR | — | — | Charteinstieg: 26. Oktober 2018                                                                                            |
| 2018 | Incompris Jvlivs                                 | FR35 (2 Wo.)FR | — | — | Charteinstieg: 26. Oktober 2018                                                                                            |
| 2018 | Bénéfice Jvlivs                                  | FR38 Platin · (6 Wo.)FR | — | — | Charteinstieg: 26. Oktober 2018 Verkäufe: + 200.000                                                                        |
| 2018 | Ciel rouge Jvlivs                                | FR41 Gold · (2 Wo.)FR | — | — | Charteinstieg: 26. Oktober 2018 Verkäufe: + 100.000                                                                        |
| 2018 | Interlude – 420 mètres Jvlivs                    | FR47 (2 Wo.)FR | — | — | Charteinstieg: 26. Oktober 2018                                                                                            |
| 2018 | J’t’en prie Jvlivs                               | FR48 (2 Wo.)FR | — | — | Charteinstieg: 26. Oktober 2018                                                                                            |
| 2018 | Intro – le déluge Jvlivs                         | FR83 (1 Wo.)FR | — | — | Charteinstieg: 26. Oktober 2018                                                                                            |
| 2018 | Interlude – Beretta 92FS Jvlivs                  | FR97 (1 Wo.)FR | — | — | Charteinstieg: 26. Oktober 2018                                                                                            |
| 2019 | Cervelle Rooftop                                 | FR9 Gold · (4 Wo.)FR | — | — | Charteinstieg: 6. Dezember 2019 Verkäufe: + 100.000                                                                        |
| 2019 | Petit cœur Rooftop                               | FR11 Gold · (4 Wo.)FR | — | — | Charteinstieg: 6. Dezember 2019 Verkäufe: + 100.000                                                                        |
| 2019 | All Eyes on Me Rooftop                           | FR12 Gold · (4 Wo.)FR | — | — | Charteinstieg: 6. Dezember 2019 Verkäufe: + 100.000                                                                        |
| 2019 | Baden Baden Rooftop                              | FR15 Gold · (7 Wo.)FR | — | — | Charteinstieg: 6. Dezember 2019 Verkäufe: + 100.000; feat. Gims                                                            |
| 2019 | Interlude (Rooftop) Rooftop                      | FR20 Platin · (3 Wo.)FR | — | — | Charteinstieg: 6. Dezember 2019 Verkäufe: + 200.000                                                                        |
| 2019 | Tant pis Rooftop                                 | FR21 (3 Wo.)FR | — | — | Charteinstieg: 6. Dezember 2019                                                                                            |
| 2019 | Paye Rooftop                                     | FR27 (3 Wo.)FR | — | — | Charteinstieg: 6. Dezember 2019                                                                                            |
| 2019 | Super Silver Haze Rooftop                        | FR28 (3 Wo.)FR | — | — | Charteinstieg: 6. Dezember 2019 feat. Heuss L’Enfoiré                                                                      |
| 2019 | Solitude Rooftop                                 | FR96 (2 Wo.)FR | — | — | Charteinstieg: 6. Dezember 2019 feat. Rim'K                                                                                |
| 2019 | Ciment Rooftop                                   | FR109 (s Wo.)FR | — | — | Charteinstieg: 6. Dezember 2019                                                                                            |
| 2019 | Ah gars Rooftop                                  | FR111 (2 Wo.)FR | — | — | Charteinstieg: 6. Dezember 2019                                                                                            |
| 2019 | Tirer un trait Rooftop                           | FR120 (2 Wo.)FR | — | — | Charteinstieg: 6. Dezember 2019                                                                                            |
| 2019 | Every Day Rooftop                                | FR121 (2 Wo.)FR | — | — | Charteinstieg: 6. Dezember 2019 feat. Capo Plaza & Soolking                                                                |
| 2019 | Frime Rooftop                                    | FR131 (2 Wo.)FR | — | — | Charteinstieg: 6. Dezember 2019                                                                                            |
| 2021 | Mode akimbo Jvlivs II                            | FR2 Diamant · (35 Wo.)FR | — | CH29 (2 Wo.)CH | Charteinstieg: 26. März 2021 Verkäufe: + 333.333; feat. Jul                                                                |
| 2021 | Grand bain Jvlivs II                             | FR5 Gold · (7 Wo.)FR | — | — | Charteinstieg: 26. März 2021 Verkäufe: + 100.000                                                                           |
| 2021 | Fournaise Jvlivs II                              | FR6 Gold · (6 Wo.)FR | — | — | Charteinstieg: 26. März 2021 Verkäufe: + 100.000                                                                           |
| 2021 | Zone à danger Jvlivs II                          | FR8 Gold · (7 Wo.)FR | — | — | Charteinstieg: 26. März 2021 Verkäufe: + 100.000                                                                           |
| 2021 | Parano Jvlivs II                                 | FR9 Gold · (7 Wo.)FR | — | — | Charteinstieg: 26. März 2021 Verkäufe: + 100.000                                                                           |
| 2021 | Aluminium Jvlivs II                              | FR10 Gold · (5 Wo.)FR | — | — | Charteinstieg: 26. März 2021 Verkäufe: + 100.000                                                                           |
| 2021 | Euro Jvlivs II                                   | FR12 Gold · (5 Wo.)FR | — | — | Charteinstieg: 26. März 2021 Verkäufe: + 100.000                                                                           |
| 2021 | Raisons Jvlivs II                                | FR16 Gold · (4 Wo.)FR | — | — | Charteinstieg: 26. März 2021 Verkäufe: + 100.000                                                                           |
| 2021 | Mafia Jvlivs II                                  | FR17 Gold · (5 Wo.)FR | — | — | Charteinstieg: 26. März 2021                                                                                               |
| 2021 | Plus rien à se dire Jvlivs II                    | FR18 Gold · (5 Wo.)FR | — | — | Charteinstieg: 26. März 2021 Verkäufe: + 200.000                                                                           |
| 2021 | La battue Jvlivs II                              | FR21 (2 Wo.)FR | — | — | Charteinstieg: 26. März 2021                                                                                               |
| 2021 | Le coup d’avance Jvlivs II                       | FR22 (2 Wo.)FR | — | — | Charteinstieg: 26. März 2021                                                                                               |
| 2021 | Gibraltar Jvlivs II                              | FR23 (2 Wo.)FR | — | — | Charteinstieg: 26. März 2021                                                                                               |
| 2021 | Fantôme Jvlivs II                                | FR59 Gold · (3 Wo.)FR | — | — | Charteinstieg: 30. April 2021 feat. Le Rat Luciano & Jul Bonustrack der physischen Albumfassung                            |
| 2021 | Tempête Jvlivs II                                | FR106 (1 Wo.)FR | — | — | Charteinstieg: 30. April 2021 Bonustrack der physischen Albumfassung                                                       |
| 2022 | Magnum Autobahn                                  | FR4 Gold · (5 Wo.)FR | BEW45 (1 Wo.)BEW | CH69 (1 Wo.)CH | Charteinstieg: 25. November 2022 Verkäufe: + 100.000                                                                       |
| 2022 | Niobe Autobahn                                   | FR7 Gold · (5 Wo.)FR | BEW34 (1 Wo.)BEW | — | Charteinstieg: 25. November 2022 Verkäufe: + 100.000                                                                       |
| 2022 | Autobahn                                         | FR8 Diamant · (50 Wo.)FR | — | CH85 (1 Wo.)CH | Charteinstieg: 25. November 2022 Verkäufe: + 333.333                                                                       |
| 2022 | Marginaux Autobahn                               | FR10 (3 Wo.)FR | — | — | Charteinstieg: 25. November 2022 feat. Dinos                                                                               |
| 2022 | Offshore Autobahn                                | FR14 (2 Wo.)FR | — | — | Charteinstieg: 25. November 2022                                                                                           |
| 2022 | Transmission automatique Autobahn                | FR16 (3 Wo.)FR | — | — | Charteinstieg: 25. November 2022 feat. So La Lune                                                                          |
| 2022 | Vivienne Westwood Autobahn                       | FR24 (2 Wo.)FR | — | — | Charteinstieg: 25. November 2022                                                                                           |
| 2022 | 83k Autobahn                                     | FR28 (2 Wo.)FR | — | — | Charteinstieg: 25. November 2022                                                                                           |
| 2022 | Blue Bahamas Autobahn                            | FR30 (2 Wo.)FR | — | — | Charteinstieg: 25. November 2022                                                                                           |
| 2022 | Lilou Dallas Autobahn                            | FR31 (2 Wo.)FR | — | — | Charteinstieg: 25. November 2022                                                                                           |
| 2022 | Blanc bleu Autobahn                              | FR34 (2 Wo.)FR | — | — | Charteinstieg: 25. November 2022                                                                                           |
| 2022 | Actes Autobahn                                   | FR35 Gold · (2 Wo.)FR | — | — | Charteinstieg: 25. November 2022 Verkäufe: + 100.000                                                                       |
| 2022 | Cœur de môme Autobahn                            | FR37 (2 Wo.)FR | — | — | Charteinstieg: 25. November 2022                                                                                           |
| 2023 | Dernière ligne droite Autobahn (Réédition)       | FR18 Gold · (4 Wo.)FR | BEW50 (1 Wo.)BEW | — | Charteinstieg: 27. Mai 2023 Verkäufe: + 100.000; feat. Laylow                                                              |
| 2024 | Prequel Jvlivs Prequel: Giulio                   | FR7 Gold · (5 Wo.)FR | — | — | Verkäufe: + 100.000 |
| 2024 | Crois-Moi Jvlivs Prequel: Giulio                 | FR11 (4 Wo.)FR | — | — | |
| 2024 | Les hommes aux yeux noirs Jvlivs Prequel: Giulio | FR13 (4 Wo.)FR | — | — | |
| 2024 | Garcimore Jvlivs Prequel: Giulio                 | FR16 (4 Wo.)FR | — | — | |
| 2024 | Beaux-arts Jvlivs Prequel: Giulio                | FR20 (4 Wo.)FR | — | — | |
| 2024 | Quoi Jvlivs Prequel: Giulio                      | FR28 (2 Wo.)FR | — | — | |
| 2024 | Balafres Jvlivs Prequel: Giulio                  | FR29 (3 Wo.)FR | — | — | |
| 2024 | Gris Jvlivs Prequel: Giulio                      | FR32 (3 Wo.)FR | — | — | |
| 2024 | Ciel bleu Jvlivs Prequel: Giulio                 | FR36 (2 Wo.)FR | — | — | |
| 2024 | Jimmy Twice Jvlivs Prequel: Giulio               | FR41 (2 Wo.)FR | — | — | |
| 2024 | Calabre Jvlivs Prequel: Giulio                   | FR43 (2 Wo.)FR | — | — | |
| 2024 | Hells Kitchen Jvlivs Prequel: Giulio             | FR53 (2 Wo.)FR | — | — | |
| 2024 | Batterie vide Jvlivs Prequel: Giulio             | FR60 (2 Wo.)FR | — | — | |
| 2024 | La racette Jvlivs Prequel: Giulio                | FR65 (1 Wo.)FR | — | — | |
| 2024 | Le baptême Jvlivs Prequel: Giulio                | FR66 (1 Wo.)FR | — | — | |
| 2024 | La renaissance Jvlivs Prequel: Giulio            | FR71 (1 Wo.)FR | — | — | |
| 2024 | L’opinel Jvlivs Prequel: Giulio                  | FR91 (1 Wo.)FR | — | — | |
| 2024 | 02:00 Jvlivs III: Ad Finem                       | FR5 Gold · (16 Wo.)FR | BEW27 (2 Wo.)BEW | CH58 (1 Wo.)CH | Charteinstieg: 13. Dezember 2024 feat. Damso                                                                               |
| 2024 | Deux mille Jvlivs III: Ad Finem                  | FR8 (6 Wo.)FR | BEW45 (1 Wo.)BEW | — | Charteinstieg: 13. Dezember 2024                                                                                           |
| 2024 | Soldi famiglia Jvlivs III: Ad Finem              | FR18 (2 Wo.)FR | — | — | Charteinstieg: 13. Dezember 2024 feat. Sfera Ebbasta                                                                       |
| 2024 | Miroirs Jvlivs III: Ad Finem                     | FR21 (2 Wo.)FR | — | — | Charteinstieg: 13. Dezember 2024                                                                                           |
| 2024 | Dans la tête Jvlivs III: Ad Finem                | FR23 (2 Wo.)FR | — | — | Charteinstieg: 13. Dezember 2024                                                                                           |
| 2024 | Le taulier Jvlivs III: Ad Finem                  | FR25 (2 Wo.)FR | — | — | Charteinstieg: 13. Dezember 2024                                                                                           |
| 2024 | Multirécidiviste Jvlivs III: Ad Finem            | FR29 (2 Wo.)FR | — | — | Charteinstieg: 13. Dezember 2024                                                                                           |
| 2024 | Rose noire Jvlivs III: Ad Finem                  | FR31 (2 Wo.)FR | — | — | Charteinstieg: 13. Dezember 2024                                                                                           |
| 2024 | Missiles Jvlivs III: Ad Finem                    | FR32 (3 Wo.)FR | — | — | Charteinstieg: 13. Dezember 2024                                                                                           |
| 2024 | Anamnèse Jvlivs III: Ad Finem                    | FR34 (2 Wo.)FR | — | — | Charteinstieg: 13. Dezember 2024                                                                                           |
| 2024 | Quartiers nord Jvlivs III: Ad Finem              | FR36 (2 Wo.)FR | — | — | Charteinstieg: 13. Dezember 2024                                                                                           |
| 2024 | D’hier à aujourd’hui Jvlivs III: Ad Finem        | FR37 (2 Wo.)FR | — | — | Charteinstieg: 13. Dezember 2024                                                                                           |
| 2024 | Lumière blanche (Ad Finem) Jvlivs III: Ad Finem  | FR42 (2 Wo.)FR | — | — | Charteinstieg: 13. Dezember 2024                                                                                           |
| 2024 | Interlude - Avversita Jvlivs III: Ad Finem       | FR46 (1 Wo.)FR | — | — | Charteinstieg: 13. Dezember 2024                                                                                           |
| 2024 | Interlude - Jour d’octobre Jvlivs III: Ad Finem  | FR50 (2 Wo.)FR | — | — | Charteinstieg: 13. Dezember 2024                                                                                           |
| 2024 | Intro - Ego sum Jvlivs III: Ad Finem             | FR64 (1 Wo.)FR | — | — | Charteinstieg: 13. Dezember 2024                                                                                           |
| 2024 | Hells Angels Jvlivs III: Ad Finem (Bonus)        | FR193 (1 Wo.)FR | — | — | Charteinstieg: 27. Dezember 2024                                                                                           |

### Als Gastmusiker
| Jahr | Titel Album                                     | Höchstplatzierung, Gesamtwochen, AuszeichnungChartplatzierungen (Jahr, Titel, Album, Platzierungen, Wochen, Auszeichnungen, Anmerkungen) | Höchstplatzierung, Gesamtwochen, AuszeichnungChartplatzierungen (Jahr, Titel, Album, Platzierungen, Wochen, Auszeichnungen, Anmerkungen) | Höchstplatzierung, Gesamtwochen, AuszeichnungChartplatzierungen (Jahr, Titel, Album, Platzierungen, Wochen, Auszeichnungen, Anmerkungen) | Höchstplatzierung, Gesamtwochen, AuszeichnungChartplatzierungen (Jahr, Titel, Album, Platzierungen, Wochen, Auszeichnungen, Anmerkungen) | Höchstplatzierung, Gesamtwochen, AuszeichnungChartplatzierungen (Jahr, Titel, Album, Platzierungen, Wochen, Auszeichnungen, Anmerkungen) | Anmerkungen |
| Jahr | Titel Album                                     | FR | BEW | DE | AT | CH | Anmerkungen |
| --- | ----------------------------------------------- | --- | --- | --- | --- | --- | --- |
| 2016 | Mon frelo Packman                               | FR75 (3 Wo.)FR | — | — | — | — | Erstveröffentlichung: 5. Februar 2016 Lapso Laps feat. Kore, Lacrim, Sadek & Sch                                                 |
| 2016 | La paresse Nique le casino                      | FR130 Gold · (1 Wo.)FR | — | — | — | — | Erstveröffentlichung: 8. Juli 2016 Verkäufe: + 66.667; Sadek feat. Sch                                                           |
| 2018 | International Gangstas Nurmagomedow             | FR133 (1 Wo.)FR | — | DE5 (5 Wo.)DE | AT11 (4 Wo.)AT | CH8 (2 Wo.)CH | Erstveröffentlichung: 21. September 2018 Farid Bang, Capo & 6ix9ine feat. Sch                                                    |
| 2019 | HS Paradise                                     | FR7 Platin · (15 Wo.)FR | BEW20 (4 Wo.)BEW | — | — | — | Erstveröffentlichung: 22. Februar 2019 Verkäufe: + 200.000; Hamza feat. Sch                                                      |
| 2020 | Maryline Vintage                                | FR70 (3 Wo.)FR | — | — | — | — | Erstveröffentlichung: 21. Februar 2020 Soolking feat. Sch                                                                        |
| 2020 | Valise Midnight                                 | FR46 Gold · (14 Wo.)FR | — | — | — | — | Erstveröffentlichung: 5. März 2020 Verkäufe: + 100.000; Rim’K feat. Koba LaD & Sch                                               |
| 2020 | Business Synkinisi                              | FR73 (6 Wo.)FR | — | — | — | — | Erstveröffentlichung: 19. März 2020 Bosh feat. Sch                                                                               |
| 2020 | X2 Atlas                                        | FR129 (1 Wo.)FR | — | — | — | — | Erstveröffentlichung: 3. April 2020 Twinsmatic feat. Sch                                                                         |
| 2020 | Smile Famous                                    | FR35 Platin · (15 Wo.)FR | — | — | — | — | Erstveröffentlichung: 10. Juli 2020 Verkäufe: + 200.000; Lefa feat. Sch                                                          |
| 2020 | Bande organisée 13 Organisé                     | FR1 Diamant · (228 Wo.)FR | BEW2 Platin · (24 Wo.)BEW | — | — | CH7 (20 Wo.)CH | Erstveröffentlichung: 14. August 2020 Verkäufe: + 353.333 Jul feat. Sch, Naps, Kofs, Elams, Solda, Houari & Soso Maness          |
| 2020 | Comme un dream Clan Ötomo                       | FR98 (2 Wo.)FR | — | — | — | — | Erstveröffentlichung: 13. September 2020 Guirri Mafia feat. Sch                                                                  |
| 2020 | American Airlines La direction                  | FR18 Gold · (8 Wo.)FR | — | — | — | — | Erstveröffentlichung: 16. Oktober 2020 Verkäufe: + 100.000 Sofiane feat. Sch                                                     |
| 2020 | 9 1 1 3 Survie                                  | FR1 Diamant · (23 Wo.)FR | BEW23 (2 Wo.)BEW | — | — | CH51 (1 Wo.)CH | Erstveröffentlichung: 20. November 2020 Verkäufe: + 333.333 Zola feat. Sch                                                       |
| 2020 | Mother Fuck Loin du monde                       | FR1 Diamant · (29 Wo.)FR | BEW32 (5 Wo.)BEW | — | — | CH59 (4 Wo.)CH | Erstveröffentlichung: 11. Dezember 2020 Verkäufe: + 333.333; Jul feat. Sch                                                       |
| 2021 | GJS Les Vestiges du Fléau                       | FR41 (6 Wo.)FR | — | — | — | — | Erstveröffentlichung: 4. April 2021 Gims feat. Jul & Sch                                                                         |
| 2021 | Sapapaya Moonlight                              | FR7 Gold · (14 Wo.)FR | — | — | — | — | Erstveröffentlichung: 14. Mai 2021 Verkäufe: + 100.000; L’algerino feat. Sch & Jul                                               |
| 2022 | Fade Up –                                       | FR1 Diamant · (72 Wo.)FR | BEW2 (28 Wo.)BEW | — | — | CH14 (15 Wo.)CH | Erstveröffentlichung: 24. Juni 2022 Verkäufe: + 333.333; Zeg P feat. Hamza & Sch                                                 |
| 2024 | Tiki Taka Africa Jungle Part.1                  | FR38 Gold · (7 Wo.)FR | — | — | — | — | Erstveröffentlichung: 1. Februar 2024 Verkäufe: + 100.000; Soolking feat. Sch                                                    |
| 2024 | Bande organisée 2 13 Organisé 2                 | FR5 Gold · (10 Wo.)FR | — | — | — | CH68 (1 Wo.)CH | Erstveröffentlichung: 15. August 2024 Verkäufe: + 100.000; Jul feat. Alonzo, Sch, Kofs, Soso Maness, Houari, Elams, Solda & Naps |
| Folgende Lieder erschienen nicht als Single, wurden aber durch das Album zum Download und Streaming bereitgestellt und konnten somit eine Platzierung erlangen: |                                                 | | | | | | |
| |                                                 | | | | | | |
| 2015 | 6.35 R.I.P.R.O. Volume 1                        | FR134 (1 Wo.)FR | — | — | — | — | Charteinstieg: 13. Juni 2015 Lacrim feat. Sch & Sadek                                                                            |
| 2015 | Où sont les € Double Fuck                       | FR171 (1 Wo.)FR | — | — | — | — | Charteinstieg: 24. Oktober 2015 Kaaris feat. Sch & Worms T                                                                       |
| 2015 | On y est Double Fuck                            | FR103 (1 Wo.)FR | — | — | — | — | Charteinstieg: 19. Dezember 2015 Lacrim feat. Sch, Rimkus & Walid                                                                |
| 2016 | Mauvais payeur Zifukoro                         | FR128 (3 Wo.)FR | — | — | — | — | Charteinstieg: 11. Juni 2016 Niska feat. Sch                                                                                     |
| 2017 | Rien de lavable Fantôme                         | FR70 (3 Wo.)FR | — | — | — | — | Charteinstieg: 10. März 2017 Rim’K feat. Sch                                                                                     |
| 2017 | Laisse-les Force & honneur                      | FR27 (4 Wo.)FR | — | — | — | — | Charteinstieg: 7. April 2017 Lacrim feat. Sch                                                                                    |
| 2018 | Hier Polak                                      | FR16 Platin · (13 Wo.)FR | — | — | — | — | Charteinstieg: 12. Oktober 2018 Verkäufe: + 200.000; PLK feat. Sch                                                               |
| 2018 | Caractère V                                     | FR128 (1 Wo.)FR | — | — | — | — | Charteinstieg: 23. November 2018 Kofs feat. Sch                                                                                  |
| 2019 | Cigarette Or noir Part 3                        | FR12 (4 Wo.)FR | — | — | — | — | Charteinstieg: 1. Februar 2019 Kaaris feat. Sch                                                                                  |
| 2019 | Dernier retrait Ce monde est cruel              | FR5 Gold · (6 Wo.)FR | — | — | — | CH93 (1 Wo.)CH | Charteinstieg: 11. Oktober 2019 Verkäufe: + 100.000; Vald feat. Sch                                                              |
| 2019 | Solvable, partie 1 Stupéfiant : Chapitre 3      | FR67 (4 Wo.)FR | — | — | — | — | Charteinstieg: 26. Oktober 2019 Niro feat. Sch                                                                                   |
| 2020 | Coffre-fort Carré VIP                           | FR95 (1 Wo.)FR | — | — | — | — | Charteinstieg: 6. März 2020 Naps feat. Sch                                                                                       |
| 2020 | Ni amour ni amitié Architecte                   | FR56 (1 Wo.)FR | — | — | — | — | Charteinstieg: 10. April 2020 Da Uzi feat. Sch                                                                                   |
| 2020 | Diva Neverland                                  | FR78 (1 Wo.)FR | — | — | — | — | Charteinstieg: 4. Juli 2020 RK feat. Sch                                                                                         |
| 2020 | C’est maintenant 13 Organisé                    | FR21 Gold · (6 Wo.)FR | — | — | — | — | Charteinstieg: 23. Oktober 2020 Verkäufe: + 100.000; 13 Organisé feat. Sat L’articifier, Alonzo, Kofs, Naps & Sch                |
| 2020 | Mauvais Gros bébé                               | FR89 (3 Wo.)FR | — | — | — | — | Charteinstieg: 20. November 2020 Naza feat. Sch                                                                                  |
| 2020 | Pavel Blo II                                    | FR65 (1 Wo.)FR | — | — | — | — | Charteinstieg: 4. Dezember 2020 13 Block feat. Sch                                                                               |
| 2021 | Goyard Capo Dei Capi Vol. II & III              | FR84 (1 Wo.)FR | — | — | — | — | Charteinstieg: 27. März 2021 Alonzo feat. Sch                                                                                    |
| 2021 | La danse des bandits Les mains faites pour l’or | FR9 Diamant · (48 Wo.)FR | — | — | — | — | Charteinstieg: 3. April 2021 Verkäufe: + 333.333; Naps feat. Sch                                                                 |
| 2021 | Kimono Aimons-Nous Vivants                      | FR8 Gold · (11 Wo.)FR | — | — | — | — | Charteinstieg: 10. April 2021 Verkäufe: + 100.000; Sadek feat. Sch & Ninho                                                       |
| 2021 | Les derniers marioles Avec le temps             | FR15 Gold · (8 Wo.)FR | — | — | — | — | Charteinstieg: 22. Mai 2021 Verkäufe: + 100.000; Soso Maness feat. Sch                                                           |
| 2021 | Planète Mars 2021 Chasseur d’étoiles            | FR117 (1 Wo.)FR | — | — | — | — | Charteinstieg: 10. September 2021 Soprano feat. Alonzo, Jul & Sch                                                                |
| 2021 | Avengers Best Life                              | FR12 Gold · (5 Wo.)FR | — | — | — | — | Charteinstieg: 15. Oktober 2021 Verkäufe: + 100.000; Naps feat. Jul, Kalif Hardcore & Sch                                        |
| 2021 | Incontrolables Enna                             | FR19 Gold · (4 Wo.)FR | — | — | — | — | Charteinstieg: 19. November 2021 PLK feat. Sch                                                                                   |
| 2022 | Va jober A l’aube                               | FR88 (1 Wo.)FR | — | — | — | — | Charteinstieg: 11. Juni 2022 Soso Maness feat. Sch                                                                               |
| 2022 | Dreamlife La TN (Team Naps)                     | FR54 Gold · (7 Wo.)FR | — | — | — | — | Charteinstieg: 24. Juni 2022 Naps feat. Sch                                                                                      |
| 2022 | Spéciale À l’abri                               | FR40 (3 Wo.)FR | BEW44 (1 Wo.)BEW | — | — | — | Charteinstieg: 29. Oktober 2022 Fresh feat. Sch                                                                                  |
| 2022 | Ma baby Hiver à Paris                           | FR9 (3 Wo.)FR | — | — | — | CH90 (1 Wo.)CH | Charteinstieg: 11. November 2022 Dinos feat. Sch                                                                                 |
| 2023 | Magot Telegram 2                                | FR3 Gold · (10 Wo.)FR | BEW28 (2 Wo.)BEW | — | — | CH36 (1 Wo.)CH | Charteinstieg: 29. September 2023 Verkäufe: + 100.000; Werenoi feat. Sch                                                         |
| 2023 | Suspects L’enfant de la pluie                   | FR116 (1 Wo.)FR | — | — | — | — | Charteinstieg: 18. Dezember 2023 So La Lune feat. Sch                                                                            |
| 2023 | Automatic Day One                               | FR68 (1 Wo.)FR | — | — | — | — | Kaaris feat. Sch |
| 2024 | Le trio ternura Décennie                        | FR25 (3 Wo.)FR | — | — | — | — | Jul feat. Alonzo & Sch |
| 2024 | Paradis Pourvu qu’il pleuve                     | FR50 (3 Wo.)FR | — | — | — | — | Shay feat. Sch |
| 2024 | La vie de star Pyramide                         | FR15 Gold · (5 Wo.)FR | — | — | — | — | Werenoi feat. Maes & Sch Verkäufe: + 100.000                                                                                     |

## Statistik

### Chartauswertung
|                     | FR    | BEW     | DE    | AT    | CH    |
| ------------------- | ----- | ------- | ----- | ----- | ----- |
| Nummer-eins-Alben   | FR5FR | BEW3BEW | DE—DE | AT—AT | CH1CH |
| Top-10-Alben        | FR9FR | BEW7BEW | DE—DE | AT—AT | CH7CH |
| Alben in den Charts | FR9FR | BEW9BEW | DE—DE | AT—AT | CH9CH |

|                       | FR      | BEW      | DE    | AT    | CH     |
| --------------------- | ------- | -------- | ----- | ----- | ------ |
| Nummer-eins-Singles   | FR7FR   | BEW—BEW  | DE—DE | AT—AT | CH—CH  |
| Top-10-Singles        | FR37FR  | BEW3BEW  | DE1DE | AT—AT | CH2CH  |
| Singles in den Charts | FR200FR | BEW18BEW | DE1DE | AT1AT | CH21CH |

### Auszeichnungen für Musikverkäufe
Anmerkung: Auszeichnungen in Ländern aus den Charttabellen bzw. Chartboxen sind in ebendiesen zu finden.
| Land/RegionAuszeichnungen für Musikverkäufe (Land/Region, Auszeichnungen, Verkäufe, Quellen) | Gold       | Platin       | Diamant       | Verkäufe   | Quellen         |
| -------------------------------------------------------------------------------------------- | ---------- | ------------ | ------------- | ---------- | --------------- |
| Belgien (BRMA)                                                                               | —          | Platin1      | —             | 20.000     | ultratop.be     |
| Frankreich (SNEP)                                                                            | 52× Gold52 | 34× Platin34 | 16× Diamant16 | 15.133.329 | snepmusique.com |
| Insgesamt                                                                                    | 52× Gold52 | 35× Platin35 | 16× Diamant16 |            |                 |